# Calceolaria colombiana
Calceolaria colombiana är en toffelblomsväxtart som beskrevs av Francis Whittier Pennell. Calceolaria colombiana ingår i släktet toffelblommor, och familjen toffelblomsväxter. Inga underarter finns listade i Catalogue of Life.